# André Silva (Fußballspieler, 2000)
André Filipe Teixeira da Silva (* 28. April 2000 in Gondomar; † 3. Juli 2025 bei Cernadilla) war ein portugiesischer Fußballspieler. Der Mittelfeldspieler stand bis zu seinem Tod beim portugiesischen Zweitligisten FC Penafiel unter Vertrag.

## Karriere
Silva begann seine Karriere bei seinem Heimatverein Gondomar SC und wechselte später in die Jugend des FC Porto. Ab der Saison 2023/24 lief er für den portugiesischen Zweitligisten FC Penafiel als Stammspieler im offensiven Mittelfeld auf.

## Tod
Am frühen Morgen des 3. Juli 2025 starb André Silva auf der A-52 bei Cernadilla in der spanischen Provinz Zamora bei einem Verkehrsunfall. Mit ihm kam sein Bruder Diogo Jota ums Leben, der ebenfalls Fußballspieler war und zuletzt beim FC Liverpool unter Vertrag stand. Die Guardia Civil gab bekannt, dass ein Reifen des Lamborghini, in dem sich beide befanden, bei einem Überholmanöver platzte und das Fahrzeug daraufhin von der Fahrbahn abkam und in Flammen aufging. Silva wurde 25 Jahre alt. Am 5. Juli 2025 wurden er und sein Bruder in ihrem Heimatort Gondomar beigesetzt.